# Levelek
Levelek is een plaats (nagyközség) en gemeente in het Hongaarse comitaat Szabolcs-Szatmár-Bereg. Levelek telt 3953 inwoners (2001).